# リュフィスク
リュフィスク（Rufisque）は、セネガル共和国の都市。首都ダカールの東約25Kmに位置する。首都から地方へ陸路で移動する場合の通過地点となる。人口は2007年推計で、約16万人。

## 行政区
ダカール州リュフィスク県に位置する。
ダカール、ピキン、ゲジャワイと同様に、リュフィスク市にも区が設置されており、以下の3区からなる。
- リュフィスク・エスト
- リュフィスク・ウェスト
- リュフィスク・ノール

## 出身者
- シェイク・エンドイェ：サッカー選手
- ギラネ・エンドゥ：サッカー選手
- アダマ・ムベング：サッカー選手

## 姉妹都市
- フランス・エナン＝ボーモン